# Guerra colonial
Guerra Colonial é um termo utilizado para descrever conflitos que acontecem quando um território controlado no exterior (uma colônia) se ergue em revolta contra a metrópole (o país colonizador). O termo é especialmente utilizado no neoimperialismo europeu como dos séculos XVIII, XIX e XX, no período de descolonização da América, da África e da Ásia e da Oceania.